# Орлова, Евгения Петровна
Евгения Петровна Орлова (29 августа 1932, Таганрог) — российский музыкант, педагог, Заслуженный работник культуры РФ, создатель и бессменный руководитель ВИА «СТАЛ́ИТ».

## Биография
Евгения Орлова родилась 29 августа 1932 года в Таганроге, в семье рабочих инструментального завода им. Сталина. Осенью 1941 года родители были эвакуированы вместе с инструментальным заводом в Загорск, а перешедшая во второй класс 11-й школы Женя вместе с бабушкой осталась в оккупированном немецкими войсками Таганроге. После освобождения города Женю родители забрали в Загорск, где она закончила школу и училась в Загорском кинотехникуме.
Вернувшись в Таганрог, поступила в городское музыкальное училище и закончила его в 1964 году по специальности «дирижёр хора». Продолжила обучение на музыкально-педагогическом факультете Таганрогского педагогического института.
В 1968 году Евгения Орлова вместе со своим мужем, художником и музыкантом Виктором Орловым, создала в Таганроге вокально-инструментальный ансамбль «СТАЛ́ИТ». За высокий исполнительский уровень и активнейшую концертную деятельность в 1977 году ансамбль был отмечен званием народного коллектива. Гастрольные маршруты «СТАЛ́ИТА» простирались от Таганрога и Ростова-на-Дону до Москвы и Пярну.
За большую плодотворную творческую деятельность и воспитание музыкальных кадров Евгении Петровне Орловой в 1994 году было присвоено звание заслуженного работника культуры России.